# Jardín botánico M. Young
El jardín botánico M. Young (en inglés: M. Young Botanic Garden) es un xeriscape y jardín botánico de 2.5 acres (1.0 hectárea) de extensión, en la ciudad de Kerman, California.

## Localización
Kerman se encuentra en el área del Valle de San Joaquín, en la "California State Route 180" (Route 180) en el lado oeste de Fresno. Los viñedos y huertos de cultivo de almendros son sus principales cultivos.
M. Young Botanic Garden 14178 West Kearney Kerman, Fresno County, California CA 93630, United States of America-Estados Unidos de América.
Planos y vistas satelitales.36°48′48″N 119°45′00″O / 36.81333, -119.75000

## Historia
Un Xeriscape es un estilo de Paisajismo que en cierto modo no requiere de riegos suplementarios. 
Esto se promueve en áreas en las que no es fácilmente accesible a suministros de agua tal como es el caso de Kerman. 
La palabra "Xeriscape" procedente de la palabra inglesa Xeriscaping acuñada por la combinación de xeros (en griego = "seco") con el inglés de landscape (Paisaje). 
Se incrementan las plantas cuyos requisitos naturales son los apropiados al clima local, y se toma cuidado para evitar las pérdidas de agua por la evaporación y por escapes. 

## Colecciones
Cada una de las plantas utilizadas en el jardín botánico son resistentes a la sequía.
Una de las secciones alberga árboles nativos del suroeste de Estados Unidos, así como arbustos y plantas cubresuelos. 
La otra sección incluye 12 jardines diferentes con el hilo conductor común de la conservación del agua, alguno con senderos, sombreados, patios y áreas de descanso.  